# Кейси, Боб (младший)
Роберт Патрик «Боб» Кейси-младший (англ. Robert Patrick "Bob" Casey, Jr.; род. 13 апреля 1960) — американский политический деятель, сенатор США от штата Пенсильвания, член Демократической партии.
Сын бывшего губернатора Пенсильвании, Роберта Кейси.

## Биография
Окончил Колледж Святого Креста (1982) и получил степень в области права в Католическом университете Америки (1988). В 1997—2005 годах — Главный аудитор Пенсильвании. В 2005—2007 годах — Главный казначей Пенсильвании. В 2006 году был избран в Сенат США.

### Сенат США

#### Выборы
В 2005 году Кейси звонили сенатор США Чак Шумер (штат Нью-Йорк), председатель Демократического сенаторского комитета по кампании, а также сенатор Гарри Рид (штат Нью-Йорк), лидер меньшинства в Сенате. Оба мужчины попросили его баллотироваться в Сенат США в 2006 году против действующего республиканца Рика Санторума. 5 марта 2005 года Кейси начал свою кампанию за выдвижение от Демократической партии. Баллотирование Кейси в Сенат стало его пятой кампанией в масштабах штата за девять лет.
Кейси почти сразу же был поддержан губернатором Эдом Ренделлом, его главным оппонентом на выборах в 2002 году. Его поддержали два демократа, которые были упомянуты в качестве возможных кандидатов в Сенат США: бывший конгрессмен Джо Хоффель, который баллотировался против другого сенатора от Пенсильвании, Арлена Спектера, в 2004 г., и бывший государственный казначей Барбара Хафер, которую многие участники движения за выбор пытались убедить баллотироваться против Кейси на предварительных выборах демократов.
Более социально консервативные взгляды Кейси привели к двум проблемам на предварительных выборах демократов. Два его соперника, профессор колледжа Чак Пеннаккио и пенсионный юрист Алан Сандалс, утверждали, что взгляды Кейси на аборты и другие социальные вопросы были слишком консервативными для большинства демократов Пенсильвании. Кейси опроверг это, утверждая, что его мнения придали ему межпартийную привлекательность. Он легко победил обоих претендентов на предварительных выборах 16 мая, получив 85 % голосов.
В ночь выборов Кейси выиграл гонку, набрав 59 % голосов по сравнению с 41 % у действующего сенатора Рика Санторума. Перевес Кейси был самым высоким для демократа, баллотировавшегося в Сенат Соединенных Штатов в Пенсильвании. Победный перевес Кейси в 17,4 очка также был самым большим для претендента на звание любого действующего сенатора с тех пор, как Джеймс Абднор опередил Джорджа Макговерна на 18,8 очка в 1980 году.
Кейси добивался переизбрания в 2012 году. Перспективы его переизбрания были неопределенными. Наблюдатели отметили, что по мере приближения выборов Кейси, один из первых сторонников Обамы, «начал открыто выступать против президента или выработал более тонкую реакцию на события, которые отличают его от г-на Обамы. Аналитики говорят, что г-н Кейси хочет установить некоторую дистанцию между собой и президентом, чей рейтинг одобрения работы в Пенсильвании низкий». В октябре 2011 года National Journal отметил, что «район Скрэнтона чрезвычайно важен в 2012 году» как для Обамы, так и для Кейси, но «в городе один из самых высоких уровней безработицы в штате, и он заполнен рабочими демократами, которые не Я с большим энтузиазмом относился к Обаме, когда он впервые баллотировался в президенты. То, как Кейси выстроит свои отношения с президентом, многое скажет о его перспективах на переизбрание».
В декабре 2011 года сообщалось, что AFL-CIO потратит «более 170 000 долларов» на телерекламу в поддержку Кейси.
Кейси легко победил претендента Джозефа Водварку на весенних предварительных выборах демократов и встретился с бывшим владельцем угольной компании и кандидатом от республиканцев Томом Смитом на осенних всеобщих выборах. Он победил Смита 6 ноября 2012 года с 53,7 % против 44,6 %, чтобы выиграть второй срок, что сделало его первым демократом, избранным на второй срок в Сенат от Пенсильвании после победы Джозефа С. Кларка-младшего в 1962 году.
В ноябре 2018 Кейси победил своего соперника-республиканца, конгрессмена США и бывшего мэра Хейзелтона Лу Барлетту, с отрывом от 55,7 % до 42,6 %. Победа сделала Кейси первым демократом, избранным на третий срок в истории штата, а также первым, кто выиграл шесть выборов в масштабе штата в целом.
5 ноября 2024 года потерпел поражение на выборах в Сенат США от республиканца Дейва Маккормика с результатом 48,6 %.

#### Срок пребывания в должности
28 марта 2008 года Кейси поддержал лидера Барака Обаму на предварительных выборах президента Демократической партии. В Pennsylvania Report говорится, что он «нажил золото», поддержав Обаму в начале президентских праймериз Демократической партии 2008 года, что дало ему «внутренний доступ в залы Белого дома». Кейси провел кампанию в Пенсильвании в поддержку кандидатуры Обамы за несколько месяцев до предварительных выборов в этом штате; они вместе играли в боулинг на Pleasant Valley Lanes в Алтуне.
Кейси называют «уравновешенным умеренным не только по тону, но и по политике», но с тех пор, как Дональд Трамп вошел в Белый дом, Кейси развил «новое, более солидное мастерство в социальных сетях». Откровенное неприятие Кейси многих действий Трампа побудило одно местное СМИ описать его новую стратегию перед его кампанией по переизбранию в 2018 году следующим образом: «Выступать против Трампа при каждой возможности, которую он получает».
18 февраля 2018 г., разговаривая с Джоном Катсиматидисом на нью-йоркской радиостанции WNYM, Боб Кейси-младший предупредил специального прокурора Роберта Мюллера, чтобы он не слишком близко сообщал о своих выводах о вмешательстве России в расследование выборов в США в 2016 г. к промежуточным выборам 2018 г. Заявив, что не может «делать никаких предположений о том, куда движется расследование Мюллера», он заявил, что «рекомендовал бы Мюллеру не публиковать отчет о своих выводах ближе к промежуточным срокам», потому что это «отвлечет от выборов или заставит людей усомниться в честности выборов».